# Parakeelya arenicola
Parakeelya arenicola är en källörtsväxtart som först beskrevs av Syeda, och fick sitt nu gällande namn av M.A. Hershkovitz. Parakeelya arenicola ingår i släktet Parakeelya och familjen källörtsväxter. Inga underarter finns listade i Catalogue of Life.